# Pseudoleptochelia mortenseni
Pseudoleptochelia mortenseni is een naaldkreeftjessoort uit de familie van de Leptocheliidae. De wetenschappelijke naam van de soort is voor het eerst geldig gepubliceerd in 1973 door Lang.